# Ayoub Abou
Ayoub Abou Oulam (in arabo أيوب أبو عولام‎?; Casablanca, 28 giugno 1998) è un calciatore marocchino, centrocampista del Feirense.

## Caratteristiche tecniche
È un mediano in possesso di discrete doti tecniche, in grado di agire da trequartista.

## Carriera
Inizia a giocare a calcio nella cantera del Barcellona. Nel 2015 si trasferisce al Porto, che lo aggrega alle giovanili. Il 30 agosto 2017 viene tesserato dal Rayo Majadahonda, nella terza divisione spagnola.
Il 2 agosto 2018 viene ingaggiato dal Real Madrid, che lo aggrega alla formazione riserve. Il 26 agosto 2021 firma un biennale con la SPAL, in Serie B. Nella sessione invernale di mercato si trasferisce in prestito al Carsko Selo, nel campionato bulgaro.
Nel 2023 torna in Bulgaria, firmando un contratto annuale con il Pirin Blagoevgrad.

## Statistiche

### Presenze e reti nei club
Statistiche aggiornate al 31 agosto 2024.
| Stagione                | Squadra                 | Campionato              | Campionato | Campionato | Coppe nazionali | Coppe nazionali | Coppe nazionali | Coppe continentali | Coppe continentali | Coppe continentali | Altre coppe | Altre coppe | Altre coppe | Totale | Totale | Totale |
| Stagione                | Squadra                 | Comp                    | Pres       | Reti       | Comp            | Pres            | Reti            | Comp               | Pres               | Reti               | Comp        | Pres        | Reti        | Pres   | Reti   |        |
| ----------------------- | ----------------------- | ----------------------- | ---------- | ---------- | --------------- | --------------- | --------------- | ------------------ | ------------------ | ------------------ | ----------- | ----------- | ----------- | ------ | ------ | ------ |
| 2017-2018               | Rayo Majadahonda        | SDB                     | 31+4       | 2          | CR              | 0               | 0               | -                  | -                  | -                  | -           | -           | -           | 35     | 2      |        |
| 2018-2019               | Real M. Castilla        | SDB                     | 15         | 0          | -               | -               | -               | -                  | -                  | -                  | -           | -           | -           | 15     | 0      |        |
| 2019-2020               | Real M. Castilla        | SDB                     | 11         | 2          | -               | -               | -               | -                  | -                  | -                  | -           | -           | -           | 11     | 2      |        |
| Totale Real M. Castilla | Totale Real M. Castilla | Totale Real M. Castilla | 26         | 2          |                 | -               | -               |                    | -                  | -                  |             | -           | -           | 26     | 2      |        |
| 2020-2021               | Rayo Majadahonda        | SDB                     | 13+5       | 0          | CR              | 1               | 0               | -                  | -                  | -                  | -           | -           | -           | 19     | 0      |        |
| Totale Rayo Majadahonda | Totale Rayo Majadahonda | Totale Rayo Majadahonda | 44+9       | 2          |                 | 1               | 0               |                    | -                  | -                  |             | -           | -           | 54     | 2      |        |
| 2021-feb. 2022          | SPAL                    | B                       | 0          | 0          | CI              | 0               | 0               | -                  | -                  | -                  | -           | -           | -           | 0      | 0      |        |
| feb.-giu. 2022          | Carsko Selo             | A                       | 7+5        | 0          | CB              | -               | -               | -                  | -                  | -                  | -           | -           | -           | 12     | 0      |        |
| 2022-2023               | SPAL                    | B                       | 0          | 0          | CI              | 0               | 0               | -                  | -                  | -                  | -           | -           | -           | 0      | 0      |        |
| Totale SPAL             | Totale SPAL             | Totale SPAL             | 0          | 0          |                 | 0               | 0               |                    | -                  | -                  |             | -           | -           | 0      | 0      |        |
| 2023-2024               | Pirin Blagoevgrad       | A                       | 29+4       | 0          | CB              | 2               | 0               | -                  | -                  | -                  | -           | -           | -           | 35     | 0      |        |
| 2024-2025               | Urartu                  | PL                      | 4          | 0          | CA              | 0               | 0               | UECL               | 4                  | 0                  | -           | -           | -           | 8      | 0      |        |
| Totale carriera         | Totale carriera         | Totale carriera         | 128        | 4          |                 | 3               | 0               |                    | 4                  | 0                  |             | -           | -           | 135    | 4      |        |

## Palmarès

### Club

#### Competizioni nazionali
- Segunda División B: 1

Rayo Majadahonda: 2017-2018 (Gruppo 1)